# 気高い幻想
『気高い幻想』（けだかいげんそう、イタリア語：Nobilissima visione）は、パウル・ヒンデミットが1938年に作曲したバレエ音楽。アッシジのフランチェスコの生涯を題材とする。振付はレオニード・マシーンによる。後に管弦楽組曲に改作された。『いと高き幻想』、『至高の幻想』などと訳される場合もある。ヒンデミットの作品の中で人気の高いもののひとつである。

## 楽器編成
木管楽器
- フルートとピッコロ
- オーボエ2
- クラリネット2（B管/A管持ち替え）
- ファゴット2

金管楽器
- ホルン4（in F）
- トランペット2（in C）
- トロンボーン3
- チューバ1

打楽器
- ティンパニ
- バスドラム
- スネアドラム
- テナードラム
- トライアングル
- シンバル（大、小）
- グロッケンシュピール

弦五部
- 第1ヴァイオリン（独奏者3を含む）
- 第2ヴァイオリン
- ヴィオラ
- チェロ
- コントラバス

## 組曲
3曲からなる。演奏時間は約23分。
1. 導入部とロンド（Einleitung und Rondo）
2. 行進曲とパストラール（Marsch und Pastorale）
3. パッサカリア（Passacaglia）